# Deutsche Presse-Agentur
Deutsche Presse-Agentur, (DPA), ledande tysk nyhetsbyrå, grundad 1949. Huvudkontoret ligger i Hamburg.